# The Fireman

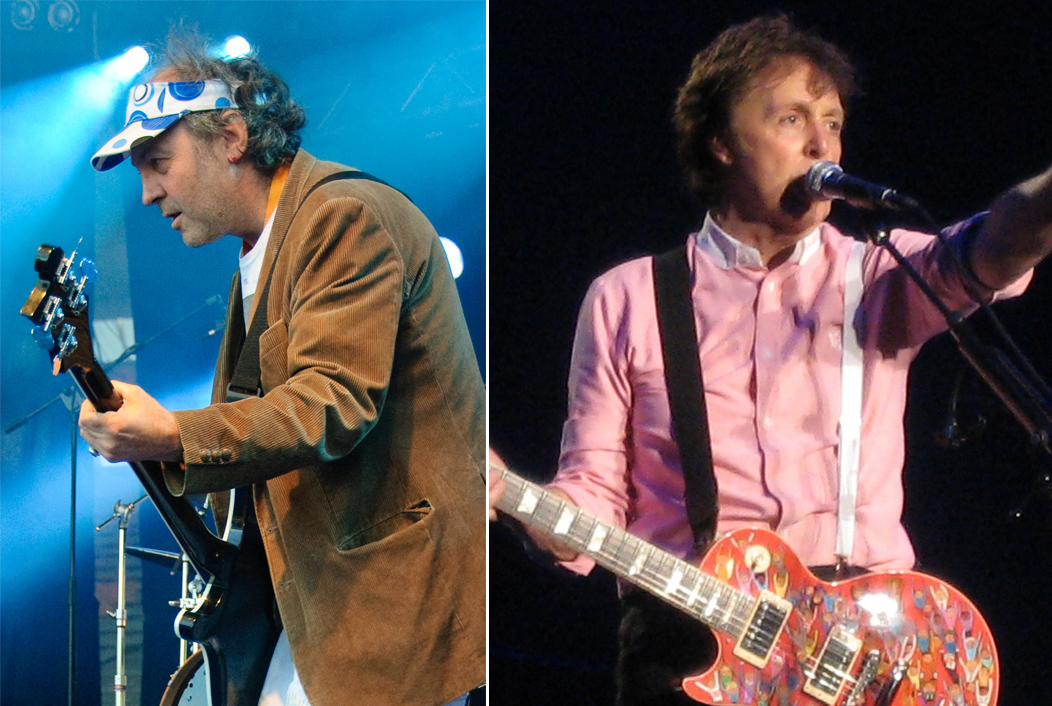
Youth & Paul McCartney

The Fireman is het pseudoniem waaronder Beatle Paul McCartney drie albums uitbracht. Deze albums kwamen tot stand in samenwerking met Youth, die eerder met The Orb en Killing Joke werkte.
De muziekstijl van The Fireman kan omschreven worden als ambient house. In 1993 kwam het eerste Fireman album Strawberries Oceans Ships Forest uit. Het album deed weinig, totdat er geruchten opdoken dat McCartney erbij betrokken was. Later bevestigde platenmaatschappij Capitol Records dat de geruchten klopten.
De samenwerking tussen McCartney en Youth kwam tot stand toen McCartney Youth vroeg om Hope of deliverance, de eerste single van het album Off the Ground, te remixen. In vier dagen tijd maakte Youth negen verschillende varianten met samples van de nummers van Off the Ground, oudere McCartney-demo's en materiaal van McCartney's album Back to the Egg. In 1998 verscheen het tweede The Fireman album, Rushes.
In november 2008 is er een nieuw album van The Fireman, getiteld Electric Arguments, uitgegeven. In tegenstelling tot de vorige twee albums, heeft McCartney publiekelijk toegegeven aan dit album te hebben meegewerkt. Op de hoes van het album staan voor het eerst ook de namen van McCartney en Youth vermeld. Electric Arguments verschilt van de vorige twee Fireman albums omdat er meer op gezongen wordt.

## Discografie

### Albums
| Album met eventuele hitnotering(en) in de Nederlandse Album Top 100 | Datum van verschijnen | Datum van binnenkomst | Hoogste positie | Aantal weken | Opmerkingen |
| ------------------------------------------------------------------- | --------------------- | --------------------- | --------------- | ------------ | ----------- |
| Strawberries Oceans Ships Forest                                    | 1993                  | -                     |                 |              |             |
| Rushes                                                              | 1998                  | -                     |                 |              |             |
| Electric Arguments                                                  | 2008                  | 29-11-2008            | 66              | 2            |             |